# روكسيثرومايسين
روكسيثرومايسين هو مضاد حيوي ماكرولايد شبه الاصطناعية. يتم استخدامه لعلاج الجهاز التنفسي، التهابات البول والأنسجة الرخوة. ويستمد روكسيثرومايسين من الاريثرومايسين، التي تحتوي على نفس 14 حلقة عضو لاكتون. ومع ذلك، يتم إرفاق سلسلة جانبية N-أوكسيم حلقة لاكتون. كما أنه يخضع حاليا لتجارب سريرية لعلاج تساقط الشعر لدى الرجال.

## التاريخ
اخترع من قبل شركة الأدوية الألمانية روسل أوكلاف روكسيثروميسين في عام 1987.

## النماذج المتاحة
روكسيثرومايسين هو متاح عادة كأقراص أو معلق عن طريق الفم.

## آلية العمل
يمنع روكسيثرومايسين البكتيريا من النمو، من خلال التداخل في تخليق البروتين. روكسيثرومايسين يربط 50S فرعية من الريبوسوم البكتيرية، وبالتالي يمنع تركيب الببتيدات. روكسيثرومايسين لديه طيف مضادات الميكروبات مماثل الاريثرومايسين، ولكن هو أكثر فعالية ضد بعض البكتيريا سالبة الجرام، وخاصة ليجيونيلا نوفوفيلا.

## الحركة الدوائية
عند تناولها قبل وجبة، يتم امتصاص روكسيثروميسين بسرعة كبيرة، وتنتشر في معظم الأنسجة الخلايا البلعمية ويرجع ذلك إلى تركيز عال في الخلايا البلعمية، يتم نقل روكسيثروميسين بنشاط إلى موقع العدوى. خلال البلعمة النشط، يتم الطرح عن تراكيز كبيرة من روكسيثروميسين.

## التمثيل الغذائي
يتم استقلاب جزء صغير فقط من روكسيثروميسين. يفرز معظم روكسيثروميسين دون تغيير في الصفراء وبعض يتم اخراجه عن طريق هواء الزفير. أقل من 10٪ تفرز في البول. مدة حياة روكسثروميسين هي 12 ساعة.

## الآثار جانبية
الآثارالجانبية الأكثر شيوعا تكون على الجهاز الهضمي. والإسهال، والغثيان، وآلام في البطن والقيء. وتشمل الآثار الجانبية الأقل شيوعا أحداث الجهاز العصبي المركزي أو الطرفية مثل الصداع، والدوار، وأيضا الطفح الجلدي نادرا ما تظهر، وقيم وظيفة الكبد غير طبيعية وتغيير في حواس الشم والذوق.

## تفاعل الأدوية
روكسيثروميسين لديه تفاعلات أقل من الاريثروميسين كما أن لديها أقل تقارب ل P450 السيتوكروم. روكسيثروميسين لا تتفاعل مع وسائل منع الحمل الهرمونية، بريدنيزولون، كاربامازيبين، رانيتيدين أو مضادات الحموضة. عندما يعطى روكسيثروميسين مع الثيوفيلين، وقد أظهرت بعض الدراسات زيادة في تركيز البلازما من الثيوفيلين. وعادة ما لا يكون هناك حاجة لتغيير الجرعة ولكن المرضى الذين يعانون من مستويات عالية من الثيوفيلين في بداية العلاج يجب أن يكون رصد مستويات البلازما الخاصة بهم. يظهر روكسيثروميسين للتفاعل مع الوارفارين. ويظهر ذلك من خلال زيادة في وقت البروثرومبين و / أو النسبة المعيارية الدولية (إنر) في المرضى الذين يتناولون روزيثروميسين والورفرين في وقت واحد. ونتيجة لذلك، حدثت نوبات نزيف حادة.